# Sonny Rollins Quintet
| Recensione | Giudizio |
| ---------- | -------- |
| AllMusic   |          |

Sonny Rollins Quintet è un album a nome Sonny Rollins Quintet Featuring Kenny Dorham, pubblicato dalla Prestige Records nel 1954.

## Tracce
LP (Sonny Rollins Quintet, 1954, Prestige Records, PRLP 186)
Lato A
Musiche di Sonny Rollins.
1. Movin' Out – 4:29 – Registrato il 18 agosto 1954
2. Swingin' for Bumsy – 5:47 – Registrato il 18 agosto 1954

Lato B
Musiche di Sonny Rollins.
1. Silk 'n' Satin – 4:00 – Registrato il 18 agosto 1954
2. Solid – 6:25 – Registrato il 18 agosto 1954

LP (Moving Out, 1957, Prestige Records, PRLP 7058)
Lato A
Musiche di Sonny Rollins.
1. Moving Out – 4:29
2. Swingin' for Bumsy – 5:47
3. Silk 'n' Satin – 4:00

Lato B
Testi e musiche di Sonny Rollins, eccetto dove indicato.
1. Solid – 6:25
2. More Than You Know – 10:49 (testo: Billy Rose, Edward Eliscu – musica: Vincent Youmans) – Registrato il 25 ottobre 1954

## Formazione
- Sonny Rollins – sassofono tenore
- Kenny Dorham – tromba
- Elmo Hope – pianoforte (eccetto brano: More Than You Know)
- Thelonious Monk – pianoforte (solo nel brano: More Than You Know)
- Percy Heath – contrabbasso (eccetto brano: More Than You Know)
- Tommy Potter – contrabbasso (solo nel brano: More Than You Know)
- Abdullah Buhaina – batteria (eccetto brano: More Than You Know)
- Art Taylor – batteria (solo nel brano: More Than You Know)

### Produzione
- Bob Weinstock – produzione, supervisione
- Registrazioni effettuate al Van Gelder Studio di Hackensack, New Jersey il 18 agosto 1954
- Rudy Van Gelder – ingegnere delle registrazioni
- Bob Parent – foto copertina album originale
- Ira Gitler – note retrocopertina album originale [3]